# Poliotrella zaitzevi
Poliotrella zaitzevi är en insektsart som beskrevs av Andrej Vasiljevitj Gorochov 1988. Poliotrella zaitzevi ingår i släktet Poliotrella och familjen syrsor. Inga underarter finns listade i Catalogue of Life.